# Teller (Alaska)
Teller és una població dels Estats Units a l'estat d'Alaska. Segons el cens del 2007 tenia 269 habitants.

## Demografia
Segons el cens del 2000, Teller tenia 268 habitants, 76 habitatges, i 61 famílies La densitat de població era de 53,9 habitants/km².
Dels 76 habitatges en un 53,9% hi vivien nens de menys de 18 anys, en un 36,8% hi vivien parelles casades, en un 15,8% dones solteres, i en un 19,7% no eren unitats familiars. En el 18,4% dels habitatges hi vivien persones soles el 5,3% de les quals corresponia a persones de 65 anys o més que vivien soles. El nombre mitjà de persones vivint en cada habitatge era de 3,53 i el nombre mitjà de persones que vivien en cada família era de 3,8.
Per edats la població es repartia de la següent manera: un 41,4% tenia menys de 18 anys, un 9,7% entre 18 i 24, un 26,5% entre 25 i 44, un 15,7% de 45 a 60 i un 6,7% 65 anys o més.
L'edat mediana era de 24 anys. Per cada 100 dones de 18 o més anys hi havia 134,3 homes.
La renda mediana per habitatge era de 23.000 $ i la renda mediana per família de 20.000 $. Els homes tenien una renda mediana de 25.625 $ mentre que les dones 31.250 $. La renda per capita de la població era de 8.617 $. Aproximadament el 33,9% de les famílies i el 37,7% de la població estaven per davall del llindar de pobresa.

## Poblacions més properes
El següent diagrama mostra les poblacions més properes.